# بنجامین کرامپ
بنجامین لوید "بن" کراپ (متولد ۱۰ اکتبر ۱۹۶۹) یک وکیل آمریکایی است که در زمینه حقوق مدنی و پرونده های فاجعه‌بار آسیب‌های شخصی تخصص دارد. رویه وی در مواردی مانند تریوون مارتین و مایکل براون ، افراد مسموم شده در بحران آب فلینت و شاکیان دعوی جانسون و جانسون ۲۰۱۹ متهم شده است که ادعا می کنند محصول پودر تالک این شرکت منجر به تشخیص سرطان تخمدان شده است. کراپ همچنین بنیانگذار شرکت حقوقی بن کراپ لاو مستقر در تالاهاسی، فلوریدا است.

## سنین جوانی و تحصیل
بنجامین لوید کراپ در لامبرتن، کارولینای شمالی، نزدیک فورت براگ به دنیا آمد. کراپ بزرگترین فرزند از نه خواهر و برادر و خواهر و برادر ، در خانواده ای بزرگ رشد کرد و توسط مادربزرگش بزرگ شد.  مادرش هلن به عنوان خدمتکار هتل و در یک کارخانه محلی تولید کفش کانورس کار می کرد. مادرش او را برای تحصیل در دبیرستان South Plantation در پلنتیشن، فلوریدا فرستاد و در آنجا با شوهر دوم خود، یک معلم ریاضی، که کراپ او را پدرش معرفی کرد ، زندگی می کرد.